# Lachnum fasciculare
Lachnum fasciculare är en svampart som beskrevs av Velen. 1934. Lachnum fasciculare ingår i släktet Lachnum och familjen Hyaloscyphaceae.  Arten är reproducerande i Sverige. Inga underarter finns listade i Catalogue of Life.